# Dark Matter
Pour les articles homonymes, voir Dark matter.
Pour plus de détails, voir Fiche technique et Distribution.
Dark Matter est un film américain réalisé par Chen Shi-Zheng sorti en 2007.

## Synopsis
1991. Liu Xing est un étudiant boursier chinois diplômé en cosmologie, qui fait la fierté de sa famille. Venu poursuivre ses études aux États-Unis, il mène ses travaux sous la direction de l’éminent professeur Reiser (Aidan Quinn). Les autres étudiants chinois du prestigieux programme poursuivent les travaux de recherches de leur professeur sur l’origine de l’univers. Liu Xing, quant à lui, est motivé par ses propres découvertes d’astrophysique, et élabore une théorie nouvelle sur les « matières noires », mais cette découverte l’éloigne de son département de recherches. 
Aidé par sa « bienfaitrice » Joanna Silver (Meryl Streep), fascinée par la Chine, Liu Xing s’adapte mal dans son pays d’accueil, où il rencontre de nombreux problèmes relationnels. De plus, animé par une soif de reconnaissance, et convaincu de pouvoir recevoir le prix Nobel d’astrophysique, Liu Xing ne comprend pas le rejet de son professeur. Le jour où sa thèse est rejetée, Liu Xing ne l’accepte pas. Il tirera sur ses professeurs. Six personnes seront tuées.
Ce scénario est basé sur des faits réels.

## Fiche technique
- Titre : Dark Matter
- Réalisation : Chen Shi-Zheng
- Scénario : Billy Shebar
- Directeur de la photographie : Oliver Bolkenberg
- Casting : Ellen Parks
- Genre : Drame
- Durée : 90 minutes
- Pays de production :  États-Unis
- Dates de sortie en salles : 
  - États-Unis : 23 janvier 2007 (présentation au festival de Sundance), 31 mars 2007 (présentation au AFI Dallas Film Festival), 15 avril 2007 (présentation au Festival du film de Sarasota), 26 juillet 2007 (présentation au Asian-American International Film Festival), 11 octobre 2007 (présentation au festival du film de Woodstock), 11 avril 2008
  - France : 20 mai 2007 (présentation au marché du film de Cannes)
  - Singapour : 24 avril 2008

## Distribution
- Liu Ye : Liu Xing
- Meryl Streep : Joanna Silver
- Aidan Quinn : Reiser
- Erick Avari : R.K. Gadza
- Blair Brown : Hildy
- Rob Campbell : Small
- Joe Grifasi : Colby

## Prix
- Prix Alfred P. Sloan, Festival du film de Sundance 2007
- Meilleur film, Asian American International Film Festival 2007